# Rütschelen
Rütschelen ist eine politische Gemeinde im Verwaltungskreis Oberaargau im Schweizer Kanton Bern. 
Unter dem Namen Rütschelen existiert neben der Einwohnergemeinde auch eine Burgergemeinde.

## Geographie
Rütschelen liegt im Oberaargau im Schweizer Mittelland. Es liegt in einem Tal und ist bis auf den Norden von Hügeln umgeben. Der höchste ist der Dornegggütsch mit 739 m ü. M.
Das Gemeindegebiet umfasst 3,98 km². Davon ist rund ein Drittel Wald.
Rütschelen gliedert sich in die Ortsteile Berg, Dorf, Flösch, Wil und Spiegelberg.
Die Nachbargemeinden sind Lotzwil, Madiswil, Ochlenberg, Leimiswil und Bleienbach.

## Geschichte
Die erste urkundliche Erwähnung von Rütschelen datiert aus dem Jahre 1273 als Ruschole. Im 14. Jahrhundert existierte das niedere Adelsgeschlecht «von Rütschelen».
Zu dieser Zeit unterstand Rütschelen kyburgischer Grundherrschaft. Die Kyburger besassen die niederen und hohen Gerichte. 1385 verkauften sie die niederen Gerichte von Rütschelen. Nach mehreren Weiterveräusserungen gelangten sie 1394 in den Besitz von Burgdorf. 1402 erwarb Burgdorf die letzten Rechte der Kyburger über Rütschelen. Der Vogt von Lotzwil verwaltete die Gemeinde Rütschelen. Um 1530 ging die Verwaltung an den Landvogt von Aarwangen über.
1653 beteiligten sich zwei Rütscheler Bauern am Schweizer Bauernkrieg.
Drei Brüdern gelang es im 18. Jahrhundert, eine Strumpfstrickerei in Rütschelen zu etablieren. 1742 erhielten sie die Erlaubnis, eine eigene Walkmühle zu bauen. 1770 erhielten weitere Einwohner von Rütschelen das Recht auf eine Handmange zum Färben.
Mit dem Einmarsch der Franzosen 1798 wurde der Kanton Bern in 15 Distrikte eingeteilt, wobei Rütschelen dem Distrikt Langenthal zugeteilt wurde. Der freie Markt hielt Einzug, so fiel der obrigkeitliche Schutz der Strumpfstrickerei. Mit der Mediationsakte von 1803 wurden die bernischen Distrikte durch 22 Amtsbezirke ersetzt. Rütschelen gehörte dem Amtsbezirk Aarwangen an. Als Vorsteher des Bezirks wurde der bisherige aristokratische Landvogt durch einen Oberamtmann ersetzt.
Nach der Niederlage Frankreichs beim Russlandfeldzug von 1812 sowie bei der Völkerschlacht bei Leipzig im Oktober 1813 drangen im Dezember 1813 Teile der alliierten Armeen in die Schweiz ein. Vom 25. bis 30. Dezember 1813 waren rund 1000 Soldaten sowie 170 Pferde der Alliierten in Rütschelen stationiert. Die Verpflegung der Soldaten und Pferde oblag den Rütschelern. Vom 6. März bis 9. April 1814 waren wiederum einige Dutzend Soldaten in Rütschelen stationiert.
1815 wurde in der Schweiz die Aristokratie wiederhergestellt. Im Kanton Bern verwalteten sich die Gemeinden nun selbst. Die Trennung von Burger- und Einwohnergemeinden wurde abgeschafft. Nach fünfzehn Jahren war die Aristokratie in der Schweiz endgültig am Ende. 1832 wurden die Burger- und Einwohnergemeinden wieder getrennt und mit separaten Aufgaben versehen.
Um 1850 waren immer mehr Einwohner im Oberaargau verarmt. Am meisten betroffen war Rütschelen. Gemäss einem Zeitungsbericht von 1857 wanderten im Vorjahr 57 Personen, wovon 41 aus Rütschelen, aus dem Oberaargau aus Armut aus – die meisten in die Vereinigten Staaten. Dokumentiert ist weiter die Abholzung von 574 Bäumen aus dem Rütscheler Eichenwald im Jahre 1859. Die Stämme wurden für die Eisenbahnlinie Olten–Bern benötigt und brachten 13'000 Schweizer Franken, die weiteren Auswanderern die Überreise nach Amerika ermöglichten.
Im Schulhaus wurde 1882 erstmals ein Postbüro eingerichtet. 1912 beschloss die Gemeindeversammlung, die elektrische Beleuchtung einzuführen, neun Jahre später die Wasserversorgung.
1969 beschloss die Rütscheler Burgergemeinde, der Einwohnergemeinde Land für ein neues Schulgebäude im Flösch zu schenken. Das neue Schulhaus wurde 1978 eingeweiht. Das alte Schulhaus wurde ab 1994 zum Gemeindehaus mit Postbüro umgebaut. Der Postschalter in Rütschelen wurde 2001 geschlossen.

## Wappen
Die obere Hälfte des Rütscheler Wappens prägt ein schwarzer Bär auf silbernem Hintergrund, die untere Hälfte ist rot. Das Wappen geht auf das Siegel des Adelsgeschlechts «von Rütschelen» im 14. Jahrhundert zurück. Das damals im Siegel dargestellte Tier war nicht klar bestimmbar.
Ein Glasgemälde des Rütscheler Wappens in der Kirche von Lotzwil zeigt einen braunen Bär. Das heute gültige Wappen mit dem schwarzen Bär wurde am 24. Mai 1945 in einer Gemeindeversammlung genehmigt.

## Bevölkerung
Die Bevölkerungszahlen entwickelten sich ab 1850 wie folgt:
| Jahr      | 1850 | 1860 | 1870 | 1880 | 1900 | 1910 | 1920 | 1930 | 1941 | 1950 | 1960 | 1970 | 1980 | 2010 | 2016 | 2023 |
| Einwohner | 852  | 714  | 729  | 734  | 688  | 587  | 541  | 553  | 529  | 556  | 519  | 534  | 491  | 578  | 571  | 574  |

## Wirtschaft
Die erste Käserei in Rütschelen wird auf Ende der 1850er Jahre geschätzt. 1873 gab es zwei Käsereien, betrieben von zwei Käsereigesellschaften. Es wurde beschlossen, die beiden Gesellschaften zusammenzulegen und eine neue gemeinsame Käserei zu errichten. 1972 brachten 23 Landwirte Milch zur Käserei.
1983 existierten in Rütschelen weiter eine Bäckerei, zwei Spezereiläden, eine Boutique, ein Gasthof, ein Restaurant, ein Postbüro, die Filiale einer Ersparniskasse, eine Schuhmacherei, eine Wagnerei, eine Schmiede, ein Baugeschäft, eine Zimmerei, eine Carrosserie sowie eine Möbelhandlung.

## Verkehr
Rütschelen ist über Strassen erreichbar, aber nicht unmittelbar am Netz des öffentlichen Verkehrs angeschlossen. Die nächstgelegenen Bahnhöfe befinden sich in Madiswil und Lotzwil.

## Bildung
Um 1820 wurde in Rütschelen ein Schulhaus errichtet. Schulunterricht in Rütschelen ist aber bereits im frühen 17. Jahrhundert dokumentiert. 1846 wurde es durch einen Brand zerstört und musste neu gebaut werden. Die Grundsubstanz dieses zweiten Schulhauses ist bis heute erhalten geblieben. 1868 wurde eine dritte Klasse in Betrieb genommen. Das Schulhaus wurde erweitert.
Per 1. August 2010 fusionierten die Schulen von Lotzwil, Bleienbach und Rütschelen zur Volksschule Lotzwil. Im Standort Rütschelen wird seither ein Kindergarten und die Primarschule 1–4. Klassen betrieben.

## Kultur
In Rütschelen sind folgende Vereine aktiv: Dorfverein Rütschelen, Frauenverein Rütschelen, Hornussergesellschaft Rütschelen, Musikgesellschaft Rütschelen, Rütscheler Festtage, Rütscheler Singlüt, Vogel- und Naturschutzverein Rütschelen/Bleienbach/Lotzwil.
Weiter betreibt Rütschelen die Wanderroute «Gschichtewäg». Der Schweizer Radwanderweg Herzroute von Lausanne nach Rorschach führt in der Etappe Burgdorf–Willisau durch Rütschelen.

## Persönlichkeiten

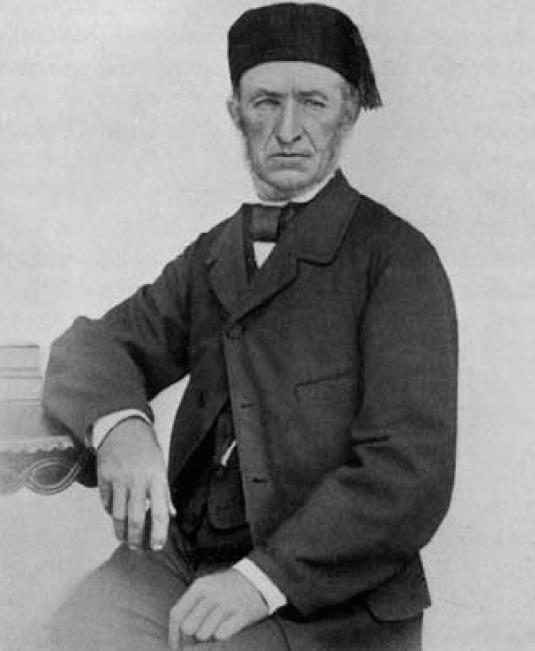
Johann Blatt

- Johann BlattRuodolph von Rütschelen (14. Jahrhundert), edler Bürger von Burgdorf
- Johann Blatt (1815–1884), Unternehmer und Bienenzüchter